# Socha svatého Jana Nepomuckého (Nový Bydžov, park)
Socha svatého Jana Nepomuckého se nalézá v parku asi 200 m severovýchodně od centra ve městě Nový Bydžov v okrese Hradec Králové. Původně byla socha umístěna v nynější Klicperově ulici, odkud později přenesena na současné místo v roce 1911. Barokní pískovcová socha z roku 1749 od neznámého autora je chráněna jako kulturní památka ČR. Národní památkový ústav tuto sochu uvádí v katalogu památek pod rejstříkovým číslem ÚSKP 101774.

## Popis
Barokní socha svatého Jana Nepomuckého se nalézá v parku u kostela Nejsvětější Trojice. Socha představuje světce v životní velikosti oděného v kanovnickém rouchu, s odhalenou hlavou a svatozáří s pěti hvězdami. Světec stojí na oblacích, u nohou s hlavičkami putti. Pravou ruku má na prsou, levou drží oválné paládium.
Trojdílný podstavec sochy ozdobený volutami s rostlinnými závěsy a ukončený profilovanou římsou spočívá na jednom kamenném základovém stupni. Na čelní stěně pilíře je reliéfní kartuše se stáčenými okraji, v níž je poškozený reliéf klečící postavy. Pod kartuší je vyryto vročení „1749 dne 15.JULY“. Na tomto podstavci spočívá vlastní asi 70 cm vysoký sokl sochy, v čele ozdobený mušlí.